# ERepublik
ERepublik is een massively multiplayer online game, ontwikkeld door eRepublik Labs en gelanceerd op 21 oktober 2008 (dag 1) en is toegankelijk via het internet. Het is een browserspel dat wordt gespeeld door meer dan 250.000 mensen wereldwijd. Het spel bootst de echte wereld na ("The New World") waar spelers, burgers genoemd, zich kunnen engageren in de lokale en nationale politiek, krantenartikelen kunnen schrijven, kunnen werken bij een bedrijf, of zelf een bedrijf opstarten, of kunnen vechten in oorlogen tegen andere landen. Het is ontwikkeld door Alixis Bonte en George Lemnaru.

## Overzicht
eRepublik combineert social networking met strategie in een massively multiplayer online game, waar spelers kunnen deelnemen aan verschillende activiteiten. Burgers van de Nieuwe Wereld kunnen werknemers zijn, of bedrijven bezitten, lid worden van politieke partijen, stemmen in de verkiezingen, partijvoorzitter worden, een parlementszetel bemachtigen, president van zijn land worden, nieuwsartikelen schrijven, en zelfs ten strijde trekken als burger van de virtuele versie van een echt land. Het spel heeft weinig visuele elementen en is in hoofdzaak text-based.
Wanneer men een account aanmaakt, kiest de toekomstige burger een land uit waar hij wil leven. Elk land is genoemd naar een land in de echte wereld, en is op dezelfde plaats gesitueerd. Daarna zoekt de nieuwe burger een bedrijf waar hij kan werken en kan ook beginnen trainen als soldaat voor dat land. Trainen en werken wordt dagelijks gedaan door het klikken op twee knoppen. Op die manier kan de burger ervoor kiezen om slechts vijf minuten per dag in het spel te investeren. De echte kracht van het spel is echter de community. Samenwerking is nodig, opdat het land welvarend is en bestand tegen aanvallen van andere landen.
eRepublik Gold is de officiële virtuele munteenheid in de eRepublik-wereld. Het is het belangrijkste vergelijkingspunt tussen de verschillende lokale munteenheden (voorbeelden: USD, GBP, NLG, BEF) en wordt gebruikt om "ingame" zaken te kopen (zoals bedrijven). Het kan verkregen worden door bepaalde levels of doelen te bereiken.

## Modules
Een overzicht van de belangrijkste modules in eRepublik:

### Economie
De economie is gebaseerd op drie sectoren en twaalf takken: "raw materials" (graan, diamant, ijzer, olie, hout), vier "manufacturing" (voedsel, geschenken, wapens, reisbiljetten) en drie "constructions" (huizen, hospitalen, verdedigingssystemen).
Als burger moet de speler geld verdienen. De burgers werken bij de bedrijven. Met het verdiende geld moet dagelijks voedsel gekocht worden. De burgers kunnen hun geld ook aan andere zaken besteden.
Nadat burgers een bepaalde hoeveelheid goud verdiend hebben, kunnen ze een bestaand bedrijf kopen of opstarten. Als bedrijfsleider kan men andere burgers inhuren, hun lonen aanpassen, grondstoffen aankopen, hun producten verkopen op de lokale markt of op een buitenlandse markt, nadat ze hiervoor een exportlicentie gekocht hebben.

### Politiek
Wanneer een burger een bepaald level bereikt, kan hij lid worden van een politieke partij. Vanaf dat moment kan hij zich kandidaat stellen voor het partijvoorzitterschap. Als hij de voorzittersverkiezingen wint, kan hij de kandidaten bepalen die opkomen bij de parlements- en presidentsverkiezingen.
Op de vijfde dag van elke maand worden er in heel eRepublik presidentsverkiezingen gehouden. Op de vijftiende dag van elke maand worden de partijvoorzitters gekozen en op de vijfentwintigste dag wordt in elk land een nieuw parlement verkozen.
Als president of parlementslid kan men beslissingen nemen voor het land. Zo worden belastingen bepaald, hospitalen gebouwd of oorlogen gestart.

### Oorlog
Om een oorlog te starten tegen andere landen moet de president een voorstel doen aan het parlement. Als het parlement zijn voorstel goedkeurt, zijn de twee landen in oorlog en kan de president het leger bevelen een regio aan te vallen. Tijdens de oorlogen kunnen de -burgers onafhankelijk van elkaar vechten, door schade toe te brengen aan de "muur" (aanvallend land) of ze weer op te bouwen (verdedigend land). De hoeveelheid schade is afhankelijk van de gezondheid van de burger en de kwaliteit van de wapens die hij gebruikt. Als de schade na 24 uur groot genoeg is, wordt de regio bezet door het aanvallende land. Oorlogen zijn niet enkel een economische boost, maar zorgen er ook voor dat soldaten getraind worden en dat de macht van een land vergroot wordt.

### Media
Elke burger kan een krant opstarten waarin hij nieuwsartikelen kan publiceren. Andere burgers kunnen deze artikels lezen, een commentaar toevoegen en zelfs een abonnement nemen op de krant. Bedrijven kunnen via de media reclame maken of de regering kan de burgers inlichten.

## eRepublik Rising
ERepublik Rising is de tweede versie van eRepublik en werd officieel uitgebracht op 7 juli 2010. Een nieuwe lay-out, economie en oorlogsmodule werd geïmplementeerd. De overgang ging niet vlekkeloos, de website maakte zichzelf kwetsbaar voor hackers en geautomatiseerde bots.
Sinds eRepublik Rising geïmplementeerd werd is het aantal leden meer dan gehalveerd. In juli 2010 piekte het ledenaantal rond de 400.000 leden. In september datzelfde jaar bleven nog slechts 190.000 spelers over. De oorzaak hiervan is niet duidelijk. Hoe dan ook had de virtuele economie en internationale stabiliteit te lijden onder eRepublik Rising. Veel bedrijven stopten ermee en dat leidde tot een economische crisis waar ook de internationale stabiliteit onder leed.
Sindsdien voert het eRepublik team tal van updates door om de virtuele wereld weer stabiel te maken.

## Community
Buiten het spel hebben burgers externe forums aangemaakt die gewoonlijk gebruikt worden voor discussies betreffende het in-game parlement. Daar hebben de ministers, parlementsleden en gewone burgers de mogelijkheid om te debatteren over de ingame gebeurtenissen. De externe fora spelen een belangrijke rol in eRepublik.
Heel actieve burgers hebben IRC-kanalen opgericht zodat de burgers en de ministers kunnen communiceren tijdens oorlogen. Tijdens de chatsessies leren de burgers elkaar ook beter kennen. Er zijn ook tientallen handige websites met berekeningsmodules, statistieken en interessante informatie voor de actieve spelers.